# Lo specchio magico (film)
Lo specchio magico (Thru the Mirror) è un film del 1936 diretto da David Hand. È un cortometraggio d'animazione della serie Mickey Mouse, distribuito negli Stati Uniti dalla United Artists il 30 maggio 1936. È noto per essere uno dei primi lavori presso la Disney di Carl Barks (che si occupò dell'animazione nella scena del ballo). Dal 1990 viene distribuito col titolo Attraverso lo specchio, mentre in inglese fu pubblicizzato come Through the Mirror.
Il cortometraggio appare nel videogioco Disney's Magical Mirror Starring Mickey Mouse, e ha ispirato la scena d'apertura di Epic Mickey - La leggendaria sfida di Topolino.

## Trama
Topolino si addormenta dopo aver letto Attraverso lo specchio e quel che Alice vi trovò di Lewis Carroll, e sogna di passare attraverso il suo specchio ed entrare in una versione alternativa della sua casa dove alcuni dei suoi mobili ed effetti personali hanno preso vita e sono completi di volti e personalità. Dopo aver litigato con un poggiapiedi e un ombrello, Topolino mangia una noce e si restringe, quindi si mette a ballare con i vari oggetti della casa al ritmo della musica che la radio riproduce. Quando però inizia a ballare con la regina di cuori di un mazzo di carte, il jolly avvisa il re di cuori, che subito sfida Topolino a un duello di spade. Usando un ago e un bottone come spada di fortuna, Topolino riesce a battere il re. Quest'ultimo però non si dà per vinto e chiama a raccolta le altre carte. Topolino cerca di resistere all'assedio usando come armi una penna stilografica e un ventilatore, ma si trova costretto a fuggire riattraversando lo specchio e tornando nel suo letto. Topolino viene quindi risvegliato dalla sua sveglia, ma torna a dormire dopo averla gettata nel cassetto del comodino.

## Distribuzione

### Edizione italiana
Il film fu distribuito in Italia nel 1937 in lingua originale. Il primo doppiaggio italiano conosciuto è quello realizzato dalla Effe Elle Due per l'inclusione nella VHS Cartoons Disney 4, uscita nell'ottobre 1985. Nel marzo 1990 il corto fu incluso nella VHS Sono io... Topolino con un nuovo doppiaggio ad opera del Gruppo Trenta, poi utilizzato in tutte le successive occasioni. Non essendo stata registrata una colonna internazionale, in entrambi i casi è stata alterata la musica presente durante i dialoghi.

### Edizioni home video

#### VHS
America del Nord
- Mickey Mouse and Donald Duck Cartoon Collections Volume 1 (1981)
- The Spirit of Mickey (14 giugno 1997)

Italia
- Cartoons Disney 4 (ottobre 1985)[3]
- Sono io... Topolino (marzo 1990)[4]
- VideoParade n. 14 (febbraio 1994)[5][6]
- Topolino: 70 anni di avventure (22 dicembre 1998)[7][8]
- Il mio eroe Topolino (23 marzo 2004)[9]

#### DVD e Blu-ray Disc
Una volta restaurato, Lo specchio magico fu distribuito in DVD nel primo disco della raccolta Topolino star a colori, facente parte della collana Walt Disney Treasures e uscita in America del Nord il 4 dicembre 2001 e in Italia il 21 aprile 2004. A partire dal 2002 viene inoltre inserito come extra in tutte le edizioni DVD e Blu-ray Disc del film Alice nel Paese delle Meraviglie (nel BD è presentato in HD con un nuovo restauro eseguito nel 2011 per il programma Topolino che risate!). In Italia il corto è incluso, senza i titoli di testa e di coda, anche nell'antologia VHS e DVD Il mio eroe Topolino (uscita il 23 marzo 2004), mentre in America del Nord nel DVD Mickey and the Beanstalk (uscito il 7 aprile 2009 come primo volume della collana Walt Disney Animation Collection).